# Sterling Morrison
Sterling Morrison, ursprungligen Holmes Sterling Morrison Jr., född 29 augusti 1942 i East Meadow, Long Island, New York, död 30 augusti 1995 i Poughkeepsie, New York, var en amerikansk gitarrist och basist. Han är känd som andregitarrist i experimentella rockgruppen The Velvet Underground.
Morrison är kanske den musiker i Velvet Underground som väckt minst uppseende. Han räknas ändå som ett viktigt inslag i gruppen då hans mer fokuserade och fasta gitarrspel höll ihop låtarna, medan Lou Reed spelade mer experimentellt och nyskapande. När basisten John Cale spelade andra instrument tog ofta Morrison över elbasen, men sedan Cale slutade 1967 rörde han den inte mer. Kort efter att Reed lämnat gruppen 1970 slutade även Morrison. Han började sedan köra bogserbåt.
Morrison återförenades med gruppen under det tidiga 1990-talet, och turnerade med den. Han dog 1995 efter att ha diagnostiserats med Non-Hodgkins lymfom.

## Diskografi med The Velvet Underground
Singlar
- "All Tomorrow's Parties" / "I'll Be Your Mirror" (1966)
- "Sunday Morning" / "Femme Fatale" (1966)
- "White Light/White Heat" / "Here She Comes Now" (1968)
- "What Goes On" / "Jesus" (promo, 1969)
- "Who Loves the Sun" / "Oh! Sweet Nuthin'" (1971)
- "Foggy Notion" / "I Can't Stand It" (promo, 1985)
- "Venus in Furs" / "I'm Waiting for the Man" (live, 1994)

Album (originala)
- The Velvet Underground & Nico (1967)
- White Light/White Heat (1968)
- The Velvet Underground (1969)
- Loaded (1970)
- Live at Max's Kansas City (1972)
- Live MCMXCIII (1993)

Senare utgivna live- och samlingsalbum
- 1969: The Velvet Underground Live (1974)
- VU (1985)
- Another View (1986)
- Chronicles (1991)
- Peel Slowly and See (box set, 1995)
- Bootleg Series Volume 1: The Quine Tapes (live, 2001)
- The Very Best of the Velvet Underground (2003)
- The Complete Matrix Tapes (live, 2015)